# Octav Botez
Octav Botez (n. 15 mai 1884, Iași – d. 25 septembrie 1943, Iași) a fost un critic și istoric literar român.

## Biografie
S-a născut în Iași. Tatăl său, Panait Botez, era general în Armata Română, mama sa a fost Smaranda (născută Nastasachi) și fratele său mai mare a fost Eugeniu Botez (cunoscut mai târziu ca scriitor sub pseudonimul Jean Bart). A urmat școala primară în cartierul Sărărie, apoi Colegiul Național și Facultatea de Litere din cadrul Universității din Iași, unde a studiat între 1901 și 1906. 
Prima sa lucrare publicată a apărut în 1904 în revista Arhiva a lui Alexandru D. Xenopol. A trecut în 1909 un examen de calificare pentru filozofie și limba franceză și a predat la liceu din 1909 până în 1913. În 1923 a obținut titlul științific de doctor în filozofie, cu o teză despre Xenopol ca teoretician și filosof al istoriei, și i-a fost acordat titlul de docent în 1930. În 1927 a devenit conferențiar la Facultatea de Litere a Universității din Iași. În 1936, după moartea lui Garabet Ibrăileanu, a devenit profesor titular la Catedra de istoria literaturii române moderne, deținând această poziție până la moartea sa. 
Articolele sale au apărut în Arhiva precum și în alte reviste din Iași, în special Viața Românească; el aparținea cercului intelectual asociat cu această publicație. Recenziile sale au fost adunate în volumul de debut Pe marginea cărților (1923), dar el a scris numai ocazional critică literară, preferând în schimb să se concentreze pe probleme de istoriografie literară, așa cum a exemplificat în Figuri și note istorico-literare (apărut postum în 1944).

## Decorații
- Semnul Onorific „Răsplata Muncii pentru 25 ani în Serviciul Statului” (13 octombrie 1941)[2]

## Postume
În prezent, strada din Iași unde a locuit îi poartă numele. Casa scriitorului Octav Botez aflată pe Strada Octav Botez nr. 1 este înscrisă pe lista monumentelor istorice cu codul IS-II-m-B-03747.

## Operă literară
- Pe marginea cărților. Scriitori români și străini, Iași, 1923
- Alexandru Xenopol, gânditor. Considerațiuni generale, Iași, 1925;
- Alexandru Xenopol, teoretician și filosof al istoriei, București, 1928;
- „Copilul în literatura română. Începutul nuvelei românești”, în volumul Cursuri libere de vară, Soroca, 1935;
- În jurul teoriei genurilor literare. Observații estetico-critice, Iași, 1930;
- Naturalismul în opera lui Delavrancea, București, 1936;
- „Raport privitor la proclamarea de „doctor honoris causa” a d-lui M. Sadoveanu”, în volumul lui Mihail Sadoveanu, Culegere de povestiri, cu note biografice de Profira Sadoveanu și studii de Gheorghe Bogdan-Duică și ~, Craiova, 1939;
- Titu Maiorescu și locul lui în cultura românească, Iași, 1940;
- Figuri și note istorico-literare, București, 1944;
- Scrieri, ediție îngrijită de Ilie Dan, prefață de Zaharia Sângeorzan, Iași, 1977.